# Monumento al soldado
El Monumento al soldado, conocido localmente como el soldado, es una estatua ubicada en el centro de la comunidad de Santiago Tlautla del municipio de Tepeji del Río de Ocampo, en el estado de Hidalgo, México. El 1 de agosto de 2010 se declaro al Camino Real de Tierra Adentro como Patrimonio de la Humanidad. De los sesenta sitios declarados, Santiago Tlautla se encuentra en el denominado “Tramo del Camino Real entre el puente de La Colmena y la antigua Hacienda de La Cañada”, y dentro del área designada se encuentra el Monumento al soldado.

## Historia
Este monumento fue inaugurado el 29 de julio de 1951. Fue construido en el lugar donde se reunían conscriptos militares de la localidad, quienes realizaban su servicio militar, con la intención de formar a civiles y contar con elementos de reserva ante la posibilidad de una nueva guerra tras la Segunda Guerra Mundial. 
Este campo de conscriptos llamado "Niños Héroes", se ubicaba en la propia comunidad, años después sería trasladada al centro de Tepeji del Río. 
El monumento fue una donación de las autoridades militares y civiles; el Mayor Mariano González Morales quien da la orden de realizar el soldado, participando en el, E. D. Lugo, F. Pérez teniendo un presidente de obra del que se desconoce el nombre, siendo presidente de Tepeji del Río el Lauro Olguín Bravo. 
Originalmente, el monumento se erigiría en los terrenos donde actualmente se ubica el campo de futbol de Santiago Tlautla, pero esto cambió a petición del señor Sabino Aguilar, quién sería el maestro albañil que ejecutaría la obra con ayuda de su hijo, Maximiliano Aguilar. Aquí hay discrepancias sobre si fue padre o hijo quienes llevaron a cabo la construcción. 
En febrero del 2023 se llevó a cabo la restauración de este monumento en la cual participo el Gobierno local, la Secretaría de la Defensa Nacional y habitantes de la comunidad.

## Características

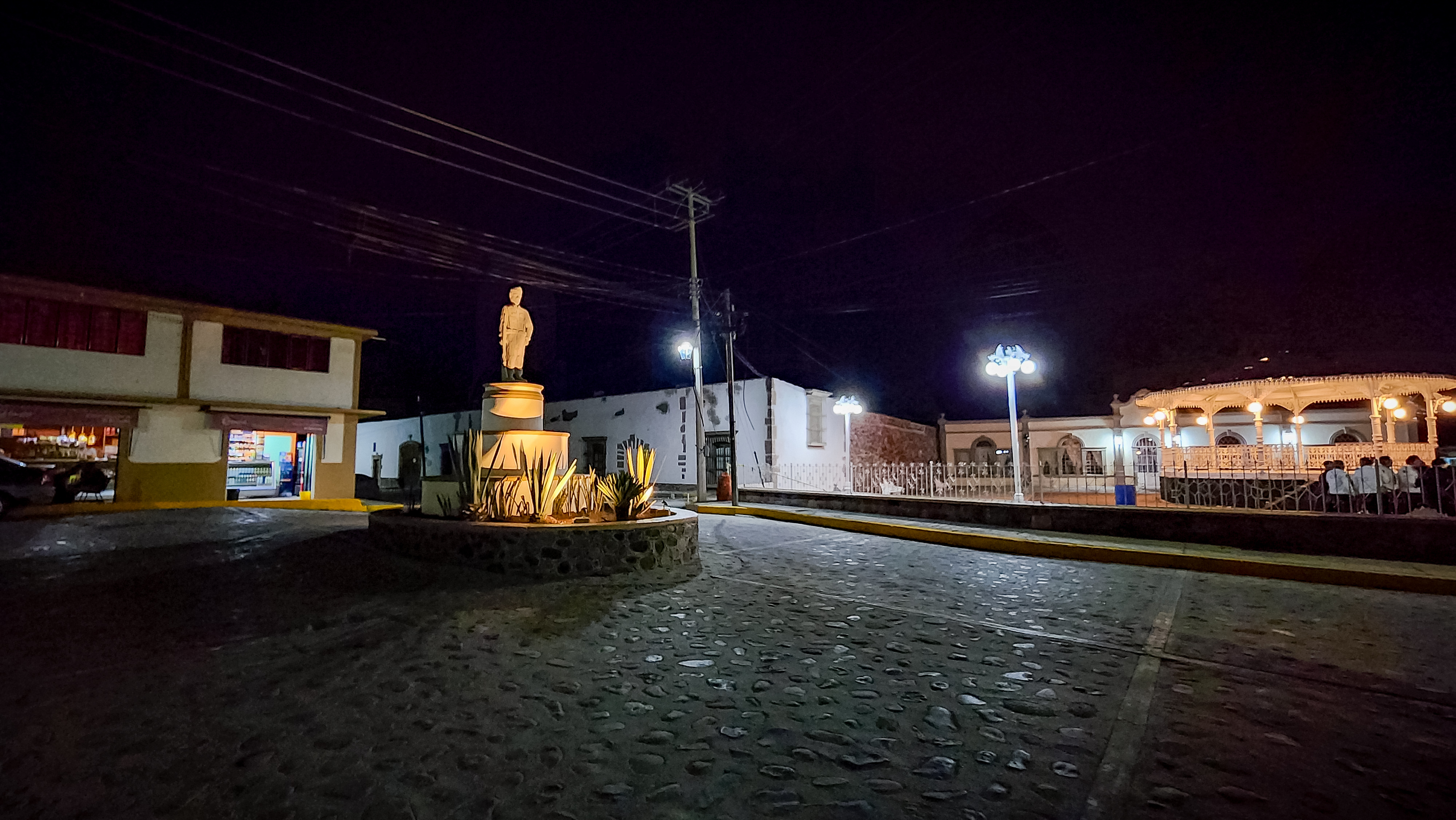
Plaza Principal de Santiago Tlautla

La escultura fue realizada en cemento vaciado sobre moldes que se soporta en un basamento circular dividido en tres partes con una jardinera de base. Hablando sobre los elementos de la escultura, ésta representa un soldado de infantería portando un uniforme de los años 30, que porta una guerrera, pantalón verde olivo y corbata negra, calzado media bota de piel de tres hebillas, correa y fornitura de cuero color negro, cuchillo bayoneta y un mosquetón 7mm. 